# Nickelhexahydrite
La nickelhexahydrite est un minéral de la classe des sulfates. Son nom fait référence au fait qu'il s'agit de l'équivalent minéral avec le nickel de l'hexahydrite, du groupe auquel il appartient,.

## Caractéristiques
La nickelhexahydrite est un sulfate de formule chimique NiSO4·6H2O. Elle cristallise dans le système monoclinique en croûtes et en recouvrements cristallins, qui ne peuvent se former que lors de périodes relativement sèches. Sa dureté sur l'échelle de Mohs est de 2. C'est le dimorphe de la retgersite.

## Classification
Selon la classification de Nickel-Strunz, la nickelhexahydrite appartient à "07.CB: Sulfates (séléniates, etc.) sans anions additionnels, avec H2O, avec des cations de taille moyenne", avec les minéraux suivants : dwornikite, gunningite, kiesérite, poitevinite, szmikite, szomolnokite, cobaltkiesérite, sandérite, bonattite, aplowite, boyléite, ilésite, rozénite, starkeyite, drobecite, cranswickite, chalcanthite, jôkokuite, pentahydrite, sidérotile, bianchite, chvaleticéite, ferrohexahydrite, hexahydrite, moorhouséite, retgersite, biebérite, boothite, mallardite, mélantérite, zinc-mélantérite, alpersite, epsomite, goslarite, morénosite, alunogène, méta-alunogène, aluminocoquimbite, coquimbite, paracoquimbite, rhomboclase, kornélite, quenstedtite, lausénite, lishizhénite, römerite, ransomite, apjohnite, bilinite, dietrichite, halotrichite, pickeringite, redingtonite, wupatkiite et méridianiite.

## Formation et gisements
La nickelhexahydrite s'est formée à partir de solutions aqueuses à moins de 31,5 °C. Elle a été découverte dans la mine Severniy, dans le gisement de Cu-Ni de Talnakh (Plateau de Poutorana, Norilsk, Kraï de Krasnoïarsk, Russie) sous la forme de précipités issus des eaux minières de la partie inférieure de la mine de nickel à ciel ouvert, et dans la zone d'oxydation de roches de gabbro-dolérite contenant du nickel. Elle a également été décrite en Allemagne, en Australie, en Autriche, en Bosnie-Herzégovine, au Canada, en Finlande (en zones de cisaillement dans le talc sur des roches ultramafiques), en Grèce, en Italie, au Japon, en Norvège, au Royaume-Uni, en Tchéquie et en Suisse. Elle est habituellement associée à la morénosite.